# Поздяйкина, Екатерина Николаевна
Екатери́на Никола́евна Поздя́йкина (бел. Кацярына Мікалаеўна Паздзяйкіна; род. 6 апреля 1984, Ланская, Малоритский район, Брестская область, БССР, СССР) —  белорусский государственный и политический деятель, депутат Палаты представителей Национального собрания VIII созыва.

## Биография
Родилась 6 апреля 1984 года в деревне Ланская, Малоритский район, Брестская область, БССР, в семье врачей. Окончила Брестский государственный университет, получив квалификацию «химик-биолог». С 2008 года работает в ОАО «Малоритский консервноовощесушильный комбинат». Более десяти лет является начальником производственно-испытательной лаборатории. Является членом президиума Брестского областного комитета профсоюза работников агропромышленного комплекса.
25 февраля 2024 года избрана Депутатом Палаты представителей Национального собрания Белоруссии.

### VIII созыв (с 22 марта 2024 года)
Во время функционирования Палаты представителей VIII созыва является членом Постоянной комиссии по аграрной политике.
Законопроекты:
- «Об изменении законов по вопросам государственной регистрации недвижимого имущества, прав на него и сделок с ним».

## Выборы
| Кандидат                    | Кандидат                         | Партия              | Голосов | %   |
| --------------------------- | -------------------------------- | ------------------- | ------- | --- |
|                             | Поздяйкина, Екатерина Николаевна | Партия «Белая Русь» |         |     |
|                             | Борисюк, Ольга Владимировна      | Партия «Белая Русь» |         |     |
| Против всех                 |                                  |                     |         |     |
| Недействительных бюллетеней |                                  |                     |         |     |
| Всего                       | Всего                            | Всего               |         | 100 |
| Явка избирателей            |                                  |                     |         |     |

## Личная жизнь
Замужем, воспитывает сына.